# Мьо Хлайнг Він
Мьо Хлайнг Він (бірм. မျိုးလှိုင်ဝင်း; нар. 24 травня 1973, Рангун) — м'янманський футболіст, що грав на позиції нападника. Після закінчення виступів на футбольних полях — м'янманський футбольний тренер. Відомий за виступами в клубі «Файнанс енд Ревеню» та у складі збірної М'янми.

## Клубна кар'єра
У дорослому футболі Мьо Хлайнг Він дебютував у 1988 році в складі команди «Фінанс енд Ревеню», у якій провів усю кар'єру гравця, яка тривала до 2007 року. У складі команди футболіст ставав 9 разів чемпіоном країни, провів у її складі 384 матчі чемпіонату, в яких відзначився 110 забитими м'ячами.

## Виступи за збірну
У 1989 році Мьо Хлайнг Він дебютував у складі збірної М'янми. У складі збірної футболіст кілька разів брав участь у турнірі Ігор Південно-Східної Азії, чемпіонаті АСЕАН, на якому в 1998 році став кращим бомбардиром турніру, та в 1994 році в турнірі Азійських ігор. У складі збірної грав до 2005 року, провів у її складі 69 матчів, у яких відзначився 36 забитими м'ячами.

## Тренерська кар'єра
У 2012 році Мьо Хлайнг Він розпочав тренерську кар'єру, очоливши столичний клуб «Найп'їдо», з яким працював до 2013 року. У 2019 році колишній футболіст очолив клуб «Аєяваді Юнайтед», у якому працював до 2023 року, після чого очолив клуб «Шан Юнайтед».